# Les Schtroumpfs de l'ordre
Les Schtroumpfs de l'ordre est le trentième album, et la quatre-vingt-quatorzième histoire, de la série de bande dessinée Les Schtroumpfs originellement créée par Peyo. Publié en 2012 aux éditions Le Lombard, l'album est scénarisé par Alain Jost et Thierry Culliford et illustré par Jeroen De Coninck.

## Résumé
Le Grand Schtroumpf, qui travaille dans son laboratoire, est excédé de se faire constamment déranger par les Schtroumpfs qui se disputent pour des futilités. En effet, étant la seule figure d'autorité du village, c'est vers lui que se tournent les Schtroumpfs pour régler chaque querelle.
Lassé de devoir jouer le rôle de Salomon pour la moindre broutille, il décide alors de faire voter un code dans lequel seraient inscrits les permissions et les interdictions. Après de longues heures de débat où chaque proposition est étudiée, le Code est adopté et librement consultable par tous les Schtroumpfs. Le Code détermine par exemple la distance minimum à laquelle un arbre doit être planté de la clôture d'un voisin ou les heures où certains Schtroumpfs « actifs » comme le Schtroumpf bricoleur peuvent ou non faire du bruit en raison de leur activité. 
Si au début les Schtroumpfs mettent de la bonne volonté pour respecter l'ensemble des règles, ils finissent vite par les appliquer avec de moins en moins d'assiduité.  
Le Grand Schtroumpf désigne alors le Schtroumpf à lunettes et le Schtroumpf costaud « Schtroumpfs de l'ordre ». Ceux-ci ont pour mission d'infliger des amendes (sous forme de paiement de noisettes) à ceux qui bafoueront le Code. Le Schtroumpf à lunettes est équipé d'un carnet afin de donner les amendes tandis que le Schtroumpf costaud est équipé d'une matraque afin de "dissuader" les villageois de frapper son collègue (alors que dans la plupart des autres histoires il est le premier à le faire !). Ils appliquent leur mission avec sérieux mais aussi avec zèle, verbalisant la moindre petite infraction au Code au lieu de faire preuve de pédagogie. Ainsi, un Schtroumpf reçoit une amende car il a mal stationné sa charrette, un autre car il n'a pas mis un petit fanion rouge pour signaler qu'un objet dépasse de son chargement, etc. Les amendes s'accumulent donc pour les Schtroumpfs et la popularité de ce service d'ordre est au plus bas, d'autant plus qu'ils n'osent pas verbaliser les infractions de la Schtroumpfette et du Grand Schtroumpf, créant inconsciemment un régime de faveur mal vu par certains Schtroumpfs. Par ailleurs, le Schtroumpf costaud profite de son statut (et de sa matraque) pour obtenir divers avantages, notamment auprès du Schtroumpf cuisinier . 
Le Grand Schtroumpf commence à sentir que la situation est tendue au village mais il compte sur la foire à venir pour apaiser les esprits. Pendant la foire, les Schtroumpfs de l'ordre doivent enquêter, car un Schtroumpf gâche l'événement en sabotant les attractions et se moque ouvertement des deux policiers. Les Schtroumpfs de l'ordre réussissent finalement à l'identifier et à l'arrêter après une course-poursuite se terminant dans la remise du village. Ce Schtroumpf explique qu'il est furieux parce que c'est lui qui a décoré toute la foire en apportant et allumant des lampions et que personne ne lui donne de nom. Il révèle également que c'est à lui que la plupart des amendes ont été infligées mais n'ayant ni nom ni signe distinctif personne ne s'en était aperçu. Il a ainsi saboté la foire par vengeance envers les deux Schtroumpfs de l'ordre. 
Les Schtroumpfs le nomment « Schtroumpf aux lampions ». Malheureusement, la  remise (dans laquelle étaient rangés les feux d'artifice pour la foire) brûle et le Schtroumpf aux lampions est aussitôt accusé par une foule de Schtroumpfs très agressifs envers lui. Placé en détention il décide de s'échapper car il refuse qu'on l'accuse d'un crime dont il n'est pas l'auteur. Finalement, après avoir étudié le bâtiment incendié, le Grand Schtroumpf réussit à prouver que c'est la loupe qu'il avait prêtée au Schtroumpf à lunettes qui a mis feu à la caisse remplie de feux d'artifice car il l'avait perdu lors de la première arrestation du Schtroumpf aux lampions.
Bouleversé par cette révélation le Schtroumpf à Lunettes décide immédiatement de démissionner de son poste car il a honte d'avoir commis une telle faute et d'avoir accusé un Schtroumpf innocent. Le Schtroumpf costaud, à son tour, démissionne par solidarité envers son collègue. Tous les Schtroumpfs décident alors de faire un effort pour respecter le Code afin que le village n'ait plus besoin des Schtroumpfs de l'ordre.

## Divers
Pour une raison inconnue, dans cet album, le Schtroumpf costaud est représenté avec son tatouage sur le bras gauche au lieu du bras droit. C'est le cas dans certains des albums dessinés par Jeroen De Coninck (Comme dans Les Schtroumpfs et l'Amour sorcier).

## Couverture
Sur fond blanc, en bas à droite le Schtroumpf à lunettes, vêtu d'une casquette bleue et d'une culotte de la même couleur, tient un calepin de note et un crayon ; le Schtroumpf costaud, vêtu de la même manière, fait tourner une matraque dans sa main droite, tandis qu'un Schtroumpf lambda fâché tient un relevé de contravention dans une main.